# روكي ألين
روكي ألين (بالإنجليزية: Rocky Allen)‏ هو مقدم برامج إذاعية أمريكي، ولد في 1955.